# Charilaos Giannakas
Charilaos Giannakas (in greco Χαρίλαος Γιαννάκας?; fl. XX secolo) è stato un maratoneta greco.
Era soprannominato Harry. Partecipò alla maratona dei Giochi olimpici di Saint Louis 1904 ma non riuscì a completarla.